# Armadilha de insetos

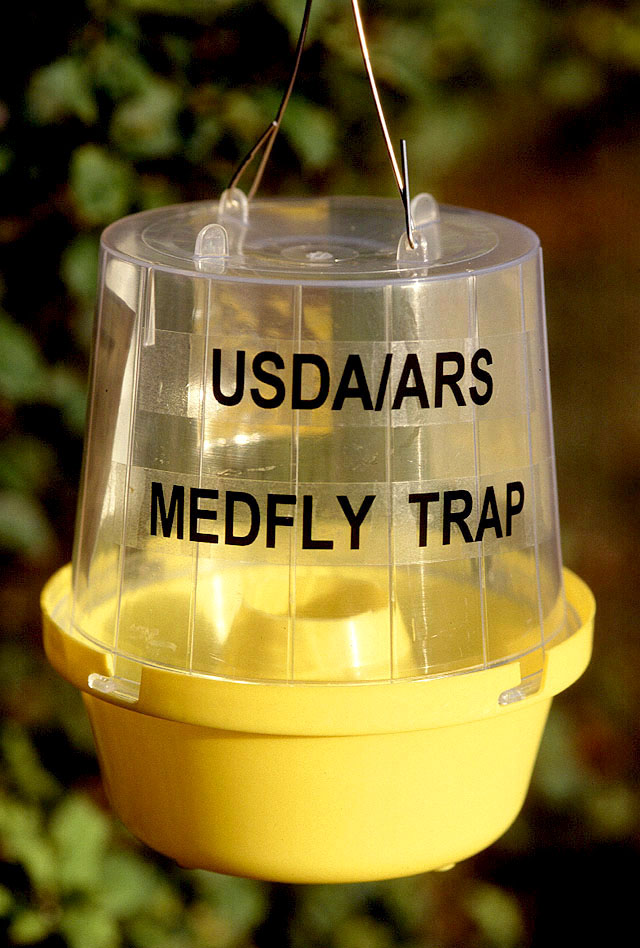
Uma armadilha suspensa para a mosca da fruta do Mediterrâneo

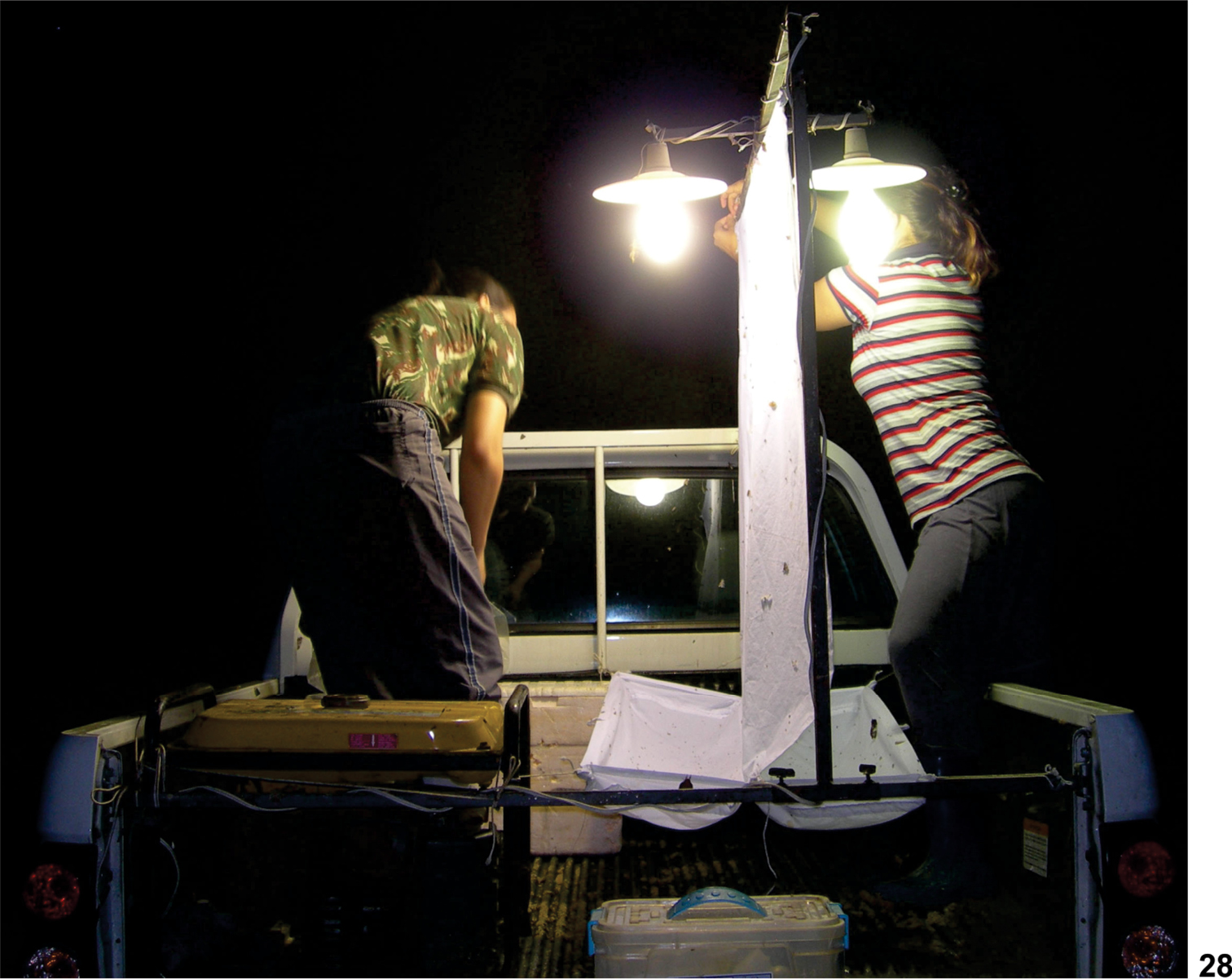
Uma armadilha de insetos montada em uma caminhonete, para coleta de espécies noturnas

Armadilhas de insetos são usadas para monitorar ou reduzir diretamente populações de insetos ou outros artrópodes, capturando indivíduos e matando-os. Eles normalmente usam alimentos, iscas visuais, atrativos químicos e feromônios como isca e são instalados de forma que não prejudiquem outros animais ou humanos ou resultem em resíduos em alimentos ou rações. As iscas visuais usam cores e formas claras e brilhantes para atrair pragas. Atrativos químicos ou feromônios podem atrair apenas um sexo específico. Armadilhas de insetos às vezes são usadas em programas de manejo de pragas em vez de pesticidas mas são mais frequentemente usados para observar padrões sazonais e de distribuição de ocorrência de pragas. Esta informação pode então ser usada em outras abordagens de manejo de pragas.
O mecanismo de armadilha ou isca pode variar muito. Moscas e vespas são atraídas por proteínas. Mosquitos e muitos outros insetos são atraídos por cores brilhantes, dióxido de carbono, ácido lático, fragrâncias florais ou frutadas, calor, umidade e feromônios. Atraentes sintéticos como metileugenol são muito eficazes com tefritídeos.